# وانگروویتس
وانگروویتس (به لاتین: Wągrowiec) یک منطقهٔ مسکونی در لهستان است که در شهرستان وانگروویتس واقع شده‌است. وانگروویتس ۱۷٫۹۱ کیلومتر مربع مساحت و ۲۴٬۶۸۱ نفر جمعیت دارد.

## خواهرخوانده
شهر ادندارف خواهرخواندهٔ وانگروویتس هست.